# Kadarsanomys sodyi
Kadarsanomys sodyi é uma espécie de roedor da família Muridae. É a única espécie do género Kadarsanomys.
Apenas pode ser encontrada na Indonésia.
Os seus habitats naturais são: florestas secas tropicais ou subtropicais .